# Sanierungsträger
Sanierungsträger oder Entwicklungsträger oder andere Beauftragte werden zur Erfüllung der Aufgaben der Gemeinden für die Planung und Durchführung von Städtebaulichen Gesamtmaßnahmen von den Städten und Dörfern bestellt. Die Verfahren dazu sind in den §§ 157 bis 161 und 167 Baugesetzbuch (BauGB) geregelt.

## Städtebauliche Gesamtmaßnahmen
Städtebauliche Gesamtmaßnahmen sind Städtebauliche Sanierungsmaßnahmen (§§ 136 ff. BauGB), Städtebauliche Entwicklungsmaßnahmen (seltener) (§§ 165 ff. BauGB) sowie Stadtumbaumaßnahmen (§ 171a BauGB) und Maßnahmen der Sozialen Stadt. (§ 171e BauGB), die in fest umgrenzten Gebieten liegen und die zur Behebung städtebaulicher und soziale Missstände oder zur städtebaulichen Neuordnungen oder zur Behebung von städtebaulichen Funktionsverlusten dienen.

## Auftrag
Städtebauliche Gesamtmaßnahmen sind zeitlich begrenzte und schwierige Verwaltungsaufgaben, die nur mit erfahrenem Personal erfüllt werden können. Zur Entlastung des eigenen Personals kann sich die Gemeinde der geeigneten Beauftragten – zumeist Sanierungsträger oder Entwicklungsträger – gem. § 157 Abs. 1 BauGB bedienen. In den meisten Städtebaulichen Gesamtmaßnahmen beauftragen die Gemeinde selbständige Träger, zumal die Trägerkosten ganz oder teilweise förderfähig sind und damit der eigene Personalhaushalt entlastet wird. In der Beauftragung Dritter sehen der Gesetzgeber und die Gesetzeskommentatoren einen wichtigen Ansatz, zeitlich begrenzte Aufgaben privatwirtschaftlich und von geeigneten Spezialisten erfüllen zu lassen.
Die Gemeinde und der Sanierungsträger legen gemäß § 159 BauGB mindestens die Aufgaben, die Rechtsstellung, in der sie der Sanierungsträger zu erfüllen hat, eine von der Gemeinde hierfür zu entrichtende angemessene Vergütung und die Befugnis der Gemeinde zur Erteilung von Weisungen durch schriftlichen Vertrag fest. Der Vertrag kann von jeder Seite nur aus wichtigem Grund gekündigt werden. 
Wegen der erforderlichen vertrauensvollen Zusammenarbeit zwischen der Gemeinde und dem Träger sollte nur ein Träger beauftragt werden, der aller Voraussicht nach dieses Vertrauen rechtfertigt z. B. auf Grund seiner Erfahrung und der für diese Gemeinde einzusetzenden Personen; die „Chemie“ muss stimmen, auch dann wenn die Vertreter der Gemeinde (z. B. nach Wahlen) wechseln. Der Sanierungsträger hat der Gemeinde auf Verlangen Auskunft zu erteilen.

## Vergütung
Da die städtebaulichen Gesamtmaßnahmen zumeist viele Jahre dauern mit einer sehr unterschiedlichen jährlichen Arbeitsintensität, werden die Träger zumeist über Stundenlöhne abgerechnet. Bei einer zeitlich begrenzten und von den Kosten bestimmbaren Gesamtmaßnahme können die Trägerkosten auch durch ein Angebot im Wettbewerb ermittelt werden. Trägerkosten sind im Rahmen der Städtebauförderung förderfähig.

## Treuhänder
Fast ausschließlich erfüllen die Sanierungsträger oder Entwicklungsträger die Aufgaben als „Treuhänder“ der Gemeinde, also im eigenen Namen aber für Rechnung der Gemeinde (Treuhandvermögen gem. § 160 BauGB) und nennen sich dann z. B. „treuhänderischer Sanierungsträger der Stadt XYZ“. Sehr selten sind Träger im eigenen Namen und auf eigene Rechnung tätig.

## Aufgaben
Zu den Aufgaben der Träger gehört in enger Abstimmung und Zusammenarbeit mit der Gemeinde die Vorbereitung, Durchführung und der Abschluss der Städtebaulichen Gesamtmaßnahmen, also die Beauftragung oder die Durchführung 
- der Vorbereitenden Untersuchungen (§ 141 BauGB),
- der Bestimmung der Ziele und Zwecke der Sanierung (§ 142 BauGB),
- der Städtebauliche Planung einschließlich ggf. einer Mitwirkung (§§ 3, 8 und 10 BauGB),
- der Erörterung der beabsichtigten Sanierung (§§ 137–139 BauGB)
- der Erörterung und Fortschreibung des Sozialplanes (§ 180 BauGB)
- der Vorbereitung und Abgrenzung des förmlich festzulegenden Sanierungsgebietes durch eine Sanierungssatzung (§ 142 BauGB)
- der Projektentwicklung und der Projektsteuerung
- der Durchführung (§ 146 BauGB), z. B. der Ordnungsmaßnahmen wie Umzüge, Grundstücksfreilegungen, Erschließungsanlagen etc. (§ 147 BauGB) oder die Begleitung der Baumaßnahmen
- der Erwerb von Grundstücken oder Rechten an ihnen im Auftrag der Gemeinde zu Vorbereitung oder Durchführung der Sanierung,
- der Abschluss von Modernisierungs- und Instandsetzungsverträgen
- der Beantragung von Finanzhilfen
- der Verwaltung des Treuhandvermögens stets getrennt von anderen Vermögen (§ 160 BauGB)
- der Führung einer Kosten- und Finanzierungsübersicht (§ 149 BauGB)
- der Abschluss und die Schlussrechnung der städtebaulichen Gesamtmaßnahmen
- der Öffentlichkeitsarbeit

Die Baumaßnahmen, also Modernisierungen oder auch Neubauten, sowie die Betriebsverlagerungen sind Aufgabe der Eigentümer; bei Gemeinbedarfs- und Folgeeinrichtungen ist das die Gemeinde (§ 148 BauGB).

## Eignung als Träger
Einem Unternehmen können nach § 158 BauGB die Aufgaben als Träger nur übertragen werden, wenn er nicht selbst als Bauunternehmen tätig oder von einem Bauunternehmen abhängig ist, wenn er nach seiner Geschäftstätigkeit und seinen wirtschaftlichen Verhältnissen geeignet ist, die Aufgaben eines Sanierungsträgers ordnungsgemäß zu erfüllen, wenn er sich einer jährlichen Prüfung seiner Geschäftstätigkeit und seiner wirtschaftlichen Verhältnisse unterwirft und wenn die zur die leitenden Angestellten und die Mitarbeiter die erforderliche Zuverlässigkeit besitzen.